# Miklós Nyiszli
 (mars 2013).
Si vous disposez d'ouvrages ou d'articles de référence ou si vous connaissez des sites web de qualité traitant du thème abordé ici, merci de compléter l'article en donnant les références utiles à sa vérifiabilité et en les liant à la section « Notes et références ».
Dans le nom hongrois Nyiszli Miklós, le nom de famille précède le prénom, mais cet article utilise l’ordre habituel en français Miklós Nyiszli, où le prénom précède le nom.
Miklós Nyiszli, né le 17 juin 1901, à Szilágysomlyó et mort le 5 mai 1956 à Oradea, est un médecin hongrois et roumain. Déporté à Auschwitz en raison de sa confession juive, il y assiste le médecin nazi Josef Mengele. Il écrit après la guerre un récit, qui suscite des critiques.

## Éléments biographiques

### Médecin général
En 1920, il commence des études de médecine à Cluj, en Roumanie. Il continue ses études à Kiel et les finit à Breslau. Il retourne ensuite en Roumanie et devient médecin généraliste à Oradea.

### Auschwitz
En mars 1944, les nazis envahissent la Hongrie. Dès le mois d'avril, il est déporté à Auschwitz avec toute sa famille. Il est aussitôt séparé de sa femme et de sa fille. Il travaille d'abord comme ouvrier à l'usine de Buna.

#### Expériences médicales
À la fin du mois de juin 1944 il est choisi par le docteur Josef Mengele comme assistant dans les expériences médicales et les dissections menées sur les déportés. Pour sauver sa vie, il accepte de devenir l'outil des SS dans leur entreprise criminelle. Il travaille directement sous les ordres du docteur Mengele, qui réalise des études pseudo-scientifiques sur les jumeaux et sur la couleur des yeux avec comme cobayes humains les déportés juifs ou roms. À l'arrivée des trains, il sélectionne tous les jumeaux quel que soit leur âge, ainsi que toutes les personnes ayant des malformations physiques apparentes. Il effectue ensuite sur ses victimes diverses expériences souvent très douloureuses. Les malheureux sont ensuite assassinés et une autopsie est pratiquée par un anatomo-pathologiste. À partir du mois de juillet, il est aussi affecté aux Sonderkommandos dont il est le médecin. Lorsque les troupes soviétiques approchent du camp, les SS commencent à assassiner des milliers de prisonniers par balle dont le plus grand nombre de membres de Sonderkommandos. Le 18 janvier 1945 ils quittent le camp, entraînant avec eux des milliers de prisonniers, dont Miklos Nyiszli, dans les « marches de la mort ». Après cinq jours de marche, il est transféré à Mauthausen. Le camp est libéré le 6 mai 1945.

### Après la Guerre
À son retour de déportation, il retrouve sa femme et sa fille qui ont survécu à Bergen-Belsen. Il retrouve son métier de médecin. Il écrit aussi ses mémoires, J’étais médecin anatomiste du Dr Mengele au crematorium d’Auschwitz, qui sont publiées en Hongrie en 1946 et en France en 1961.

#### Publication de son livre
Le livre de Miklós Nyiszli, écrit rapidement après les faits, aurait pu être un témoignage de première importance, mais Nyiszli mélange son propre témoignage avec ce dont il se souvient des Sonderkommandos et tout ce qu'il a entendu et qu'il suppose être vrai. De plus, il ne différencie pas dans ses écrits ce dont il a été témoin, et ce dont il a entendu parler : tout est mis sur le même plan.
Ne pouvant pas voir en face les implications morales de son choix[réf. nécessaire], il se concentre uniquement sur l'aspect technique de son travail. Dans l'introduction qu'il a faite du témoignage de Miklós Nyiszli pour l'édition américaine en 1960, Bruno Bettelheim — lui-même une figure contestée — évoque la gêne qui l'emplit. Contrairement à Viktor Frankl ou à Lucie Adelsberger, eux aussi des médecins déportés à Auschwitz, Nyiszli a accepté de participer aux atrocités commises sur des cobayes humains, enfreignant ainsi son serment, et ceci pour sauver sa vie.

#### Décès
Miklós Nyiszli meurt le 5 mai 1956.

## Œuvres
- Médecin à Auschwitz, Julliard, 1973 et J'ai lu leur aventure no 266.